# Hildesheim Hauptbahnhof

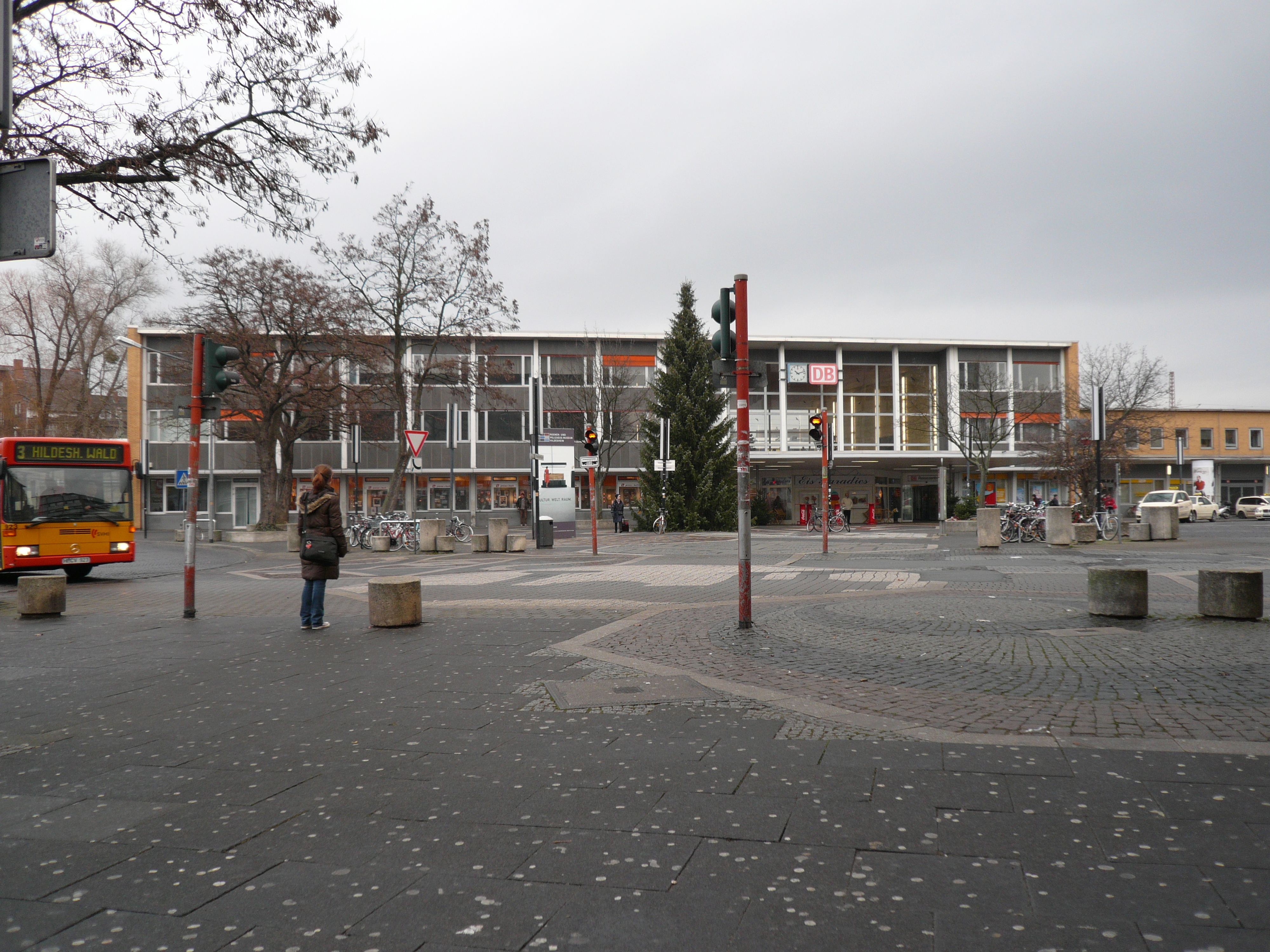
Der Bahnhof im Dezember 2007 vor der Renovierung

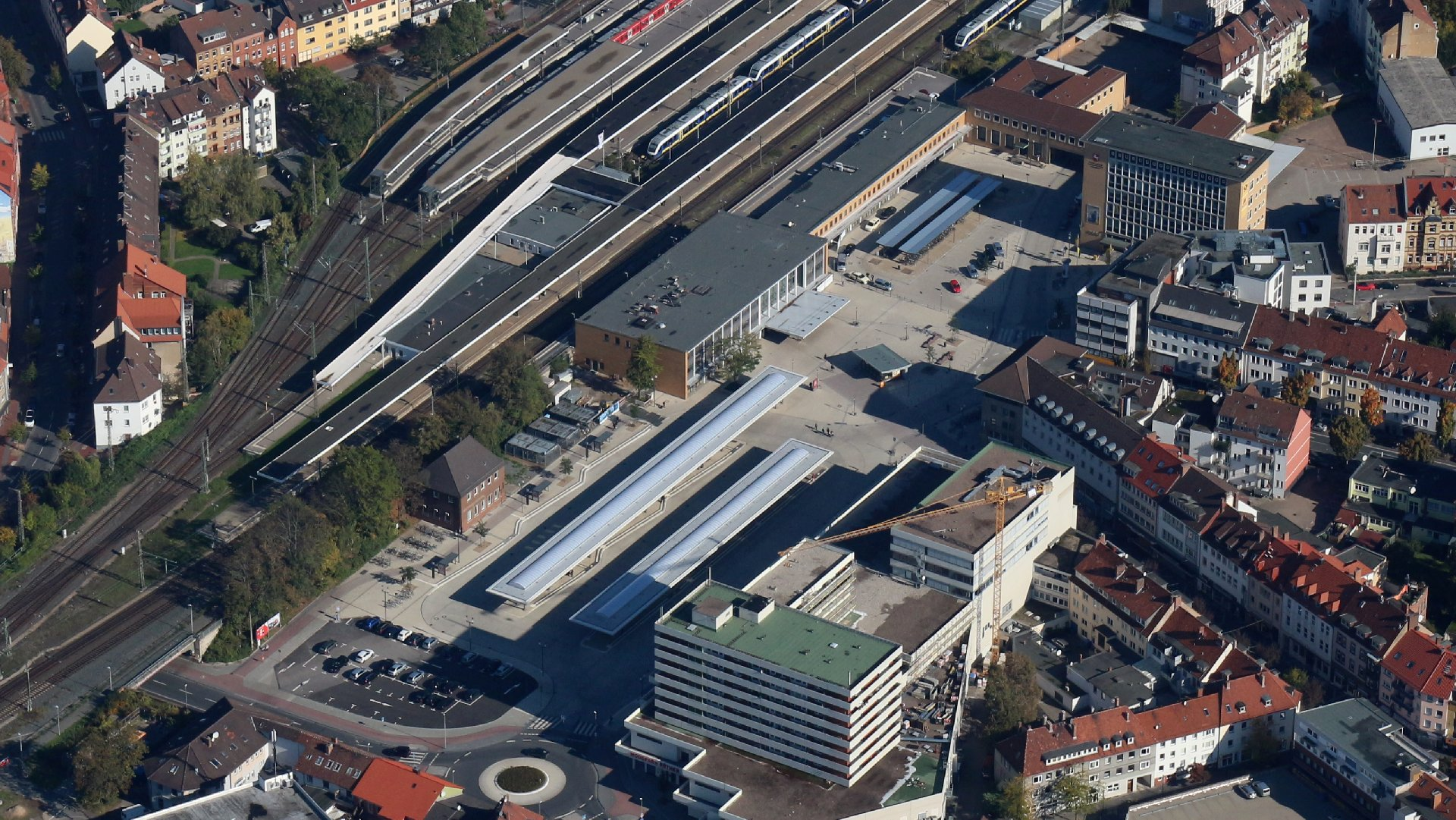
Hildesheim Hbf, Oktober 2015

Hildesheim Hauptbahnhof ist der wichtigste Bahnhof der Stadt Hildesheim. Er wird von Zügen der Deutschen Bahn, enno, erixx und start angefahren. Neben Regionalzügen halten in Hildesheim auch stündlich Intercity-Express-Züge zwischen Frankfurt am Main und Berlin (Linien 12 und 13).

## Geschichte

### Erster Bahnhof von 1846
Der erste Hildesheimer Bahnhof wurde von den Königlich Hannöverschen Staatseisenbahnen als Endpunkt der südlichen Kreuzbahn von Lehrte am 12. Juli 1846 nördlich der heutigen Kaiserstraße, etwa an der heutigen Bahnhofsallee eröffnet. Für den Bau der Bahn wurde auch das Gelände des erst 1832 eröffneten Marienfriedhofs angeschnitten. Nach dem Bau der Hannöverschen Südbahn wurde die Kreuzbahn am 15. September 1853 bis zum Bahnhof Nordstemmen an der Südbahn verlängert.
Das Empfangsgebäude des ersten Hildesheimer Hauptbahnhofs war ein Fachwerkbau aus Technischem Fachwerk mit Schieferdach.
Die Hannover-Altenbekener Eisenbahn-Gesellschaft (HAE) plante den Bau einer Bahnstrecke von Löhne nach Vienenburg, die auch über Hildesheim führen sollte. Da sie noch vor Fertigstellung dieser Strecke insolvent wurde, übernahm die Magdeburg-Halberstädter Eisenbahngesellschaft (MHE) den Weiterbau sowie die Betriebsführung der HAE und eröffnete am 19. Mai 1875 die Strecke, die am 1. Mai 1883 von der Braunschweigischen Eisenbahngesellschaft nach Goslar weitergebaut wurde.
Für den zusätzlichen Verkehr verlegte die HAE ein zusätzliches Gleis von Nordstemmen nach Hildesheim, sie musste aber zunächst einen provisorischen Bahnhof, den späteren Bahnhof Hildesheim Ost, bauen, da sie den Staatsbahnhof nicht benutzen durfte. Erst nach der Verstaatlichung der HAE und deren Muttergesellschaft MHE hielten die Züge ab 20. Mai 1880 im Staatsbahnhof.

### Neuer Bahnhof 1884
Der Bahnhof war auch ohne den zusätzlichen Verkehr schon zu klein gewesen, und so wurde nach langen Verhandlungen – die Bahn wollte den alten Standort beibehalten, die Stadt wollte weiter nördlich neu bauen – und nach langer Planung der neue Hauptbahnhof unter Bürgermeister Gustav Struckmann an den heutigen Standort verlegt und dort am 6. Mai 1884 eröffnet. Dazu war die Bahnstrecke nach Norden verlegt worden. Das Empfangsgebäude war von Hubert Stier im Stil der Neorenaissance entworfen. Durch einen Tunnel war es mit einem breiten Inselbahnsteig verbunden, auf dem ein Wartesaal und eine Gaststätte errichtet wurden. Das alte Bahnhofsgebäude wurde abgetragen und in Dissen-Bad Rothenfelde wieder aufgebaut, wo es heute noch steht.
1888 wurde die Bahnstrecke nach Groß Gleidingen in Betrieb genommen, über die heute Fernzüge in Richtung Osten nach Braunschweig, Magdeburg und Berlin fahren. Der Regionalverkehr dieser Strecke und der 1901 eröffneten Lammetalbahn nach Bad Salzdetfurth endete am Ostkopf des Inselbahnsteiges, auf den heutigen Gleisen 14 und 15. 1909 kam ein weiterer Durchgangsbahnsteig für die Gleise 6 und 7 hinzu.
Auch die Personenzüge der 1896 eröffneten Hildesheim-Peiner Kreis-Eisenbahn-Gesellschaft endeten bis zur Einstellung 1964 im Hildesheimer Hauptbahnhof.

### Geschichte seit 1945
Obwohl das Empfangsgebäude beim Bombenangriff auf Hildesheim am 22. März 1945 nur leicht beschädigt worden war, wurde es 1959 abgerissen und dabei auch die Bauten auf dem Inselbahnsteig beseitigt. Im sachlichen Stil der damaligen Zeit wurde das heutige Empfangsgebäude errichtet und 1961 eröffnet.
Auf der Strecke Nordstemmen–Lehrte wurde am 29. Mai 1965 der elektrische Zugbetrieb aufgenommen; die Strecke in Richtung Braunschweig ist seit dem 30. Mai 1976 elektrifiziert.
Über die Hildesheimer Schleife wurde die Stadt an die 1991 eröffnete Schnellfahrstrecke Hannover–Würzburg des ICE-Netzes angeschlossen.
Am 26. März 2006 ging ein neues Elektronisches Stellwerk zur Steuerung des Bahnknotens Hildesheim in Betrieb. Es steuert neben dem Hauptbahnhof rund 12 km angrenzender Streckenabschnitte. Mit Investitionen von 52 Millionen Euro wurden sieben rund 60 Jahre alte Stellwerke ersetzt. Mit in diesem Rahmen eingebauten neuen Weichen wurde die Ein- und Ausfahrgeschwindigkeit auf den Ferngleisen des Hauptbahnhofs von 40 km/h auf 80 km/h erhöht.
Im Jahr 2009 wurde mit dem seit langer Zeit geplanten zweigleisigen Ausbau der Bahnstrecke in Richtung Braunschweig begonnen, um diesen eingleisigen Engpass im ICE-Netz zu beseitigen. Seit dem 9. Dezember 2012 wird die Strecke zweigleisig befahren.
Das Empfangsgebäude wurde von 2013 bis August 2016 saniert und umgebaut, eine Sanierung des Personentunnels zu den Gleisen war für 2020 geplant, ist 2022 aber noch nicht durchgeführt worden.

## Verkehr

### Fernverkehr
| Linie  | Linienverlauf | Taktfrequenz    |
| ------ | --- | --------------- |
| ICE 12 | Berlin Ostbahnhof – Hildesheim – Göttingen – Kassel-Wilhelmshöhe – Frankfurt (Main) – Mannheim – Freiburg – Basel (– Interlaken Ost) | Zweistundentakt |
| ICE 13 | Berlin Ostbahnhof – Braunschweig – Hildesheim – Kassel-Wilhelmshöhe – Frankfurt Süd – Frankfurt Flughafen                            | Zweistundentakt |

### Regionalverkehr
| Linie                    | Linienverlauf | Takt   | EVU               | Fahrzeugmaterial           |
| ------------------------ | --- | ------ | ----------------- | -------------------------- |
| RE 10                    | Hannover – Hildesheim – Salzgitter-Ringelheim – Goslar – Bad Harzburg | 60 min | erixx             | Alstom Coradia LINT 54     |
| RE 50                    | Hildesheim – Braunschweig – Wolfsburg | 60 min | metronom          | Alstom Coradia Continental |
| RB 77                    | Weser-Bahn: Herford – Löhne (Westf) – Bad Oeynhausen Süd – Vlotho – Rinteln – Hessisch Oldendorf – Hameln – Coppenbrügge – Marienau (Coppenbrügge) – Osterwald – Elze (Han) – Nordstemmen – Emmerke – Hildesheim Hbf In Hildesheim Durchbindung einiger Züge als RB 79 bis Bodenburg Stand: 3. Februar 2025 | 60 min | Start Deutschland | Alstom Coradia LINT 41     |
| RB 79                    | Hildesheim – Bad Salzdetfurth – Bodenburg | 60 min | Start Deutschland | Alstom Coradia LINT 41     |
| Stand: 12. Dezember 2021 | |        |                   |                            |

### S-Bahn
Seit Dezember 2008 liegt der Hildesheimer Hauptbahnhof am Netz der S-Bahn Hannover. Sowohl über Barnten und Sarstedt (S4) als auch über Lehrte (S3) fahren stündlich S-Bahnen nach Hannover Hauptbahnhof. Dafür wurden im Jahr 2008 die Bahnsteige der Gleise 4/5 und 6/7 vollständig erneuert.
| Linie | Linienverlauf | Takt                                         | EVU               | Fahrzeugmaterial                |
| ----- | --- | -------------------------------------------- | ----------------- | ------------------------------- |
| S 3   | Hildesheim – Harsum – Algermissen – Sehnde – Lehrte – Ahlten – Hannover-Anderten-Misburg – Hannover Karl-Wiechert-Allee – Hannover-Kleefeld – Hannover Hbf Stand: Fahrplanwechsel Dezember 2021 | 60 min (zur HVZ zus. Züge Hildesheim–Lehrte) | Transdev Hannover | Baureihe 425/Stadler Flirt 3 XL |
| S 4   | Hildesheim – Emmerke – Barnten – Sarstedt – Rethen (Leine) – Hannover Messe/Laatzen – Hannover Bismarckstraße – Hannover Hbf – Hannover-Nordstadt – Hannover-Ledeburg – Hannover-Vinnhorst – Langenhagen Mitte – Langenhagen Pferdemarkt – Langenhagen-Kaltenweide – Bissendorf – Mellendorf – Bennemühlen Stand: Fahrplanwechsel Juni 2022 | 60 min                                       | Transdev Hannover | Baureihe 425/Stadler Flirt 3 XL |

### Ehemaliges Autozug-Terminal
Der Bahnhof verfügte von 2000 bis 2014 über ein Terminal zur Verladung von Fahrzeugen auf Autoreisezüge. 2010 war es das einzige Terminal in Niedersachsen, Verbindungen bestanden mit Lörrach, München, Innsbruck (Österreich), Alessandria (Italien), Bozen (Italien) und Narbonne (Frankreich).

## Sanierung des Bahnhofs nach 2013
Für den Hildesheimer Hauptbahnhof gab es Anfang der 2000er Jahre mehrere Planungen für den Umbau zu einem Einkaufszentrum, auch ein kompletter Neubau war im Gespräch. Die kontrovers diskutierten Pläne verzögerten sich über Jahre, bis sich der letzte Investor nach der Finanzkrise 2010 schließlich zurückzog. Dem Entwurf zu einem Neubau war unter anderem vorgehalten worden, den Bahnhofsplatz abzuschnüren und architektonisch austauschbar zu sein. Zudem befürchteten die Hildesheimer Einzelhändler von den geplanten zusätzlichen Ladenfläche Konkurrenz und entsprechend Leerstand von Ladenflächen im Bahnhof als auch in der nördlichen City. In das Projekt wurden jedoch auch Hoffnungen gesetzt, dem vernachlässigten nördlichen Bereich der Fußgängerzone, die am Hauptbahnhof endet, einen gestalterisch gelungenen Abschluss zu geben und den auch sozialen Problembereich Hauptbahnhof allgemein aufzuwerten.
Im Mai 2013 stellten Deutsche Bahn und Stadt neue Pläne für eine reine Modernisierung des Bahnhofs vor: Der Pavillon im Empfangsgebäude wird zurückgebaut und vorhandene Treppen reaktiviert, das Gebäude umfassend modernisiert. Für den barrierefreien Zugang erhält auch der Bahnsteig zum Gleis 1 einen Aufzug. Insgesamt sollten rund 9,5 Millionen Euro investiert werden. Die Bauarbeiten begannen 2013 und sollten ursprünglich Mitte 2015 abgeschlossen sein. Durch Probleme während der Baumaßnahmen verzögerte sich die Fertigstellung, die umgestaltete Bahnhofshalle wurde schließlich am 11. August 2016 eingeweiht. 2017 sollte die Sanierung des Personentunnels zu den Gleisen beginnen, wurde jedoch auf 2020 verschoben. 2022 ist aber noch nicht damit begonnen worden. Die Bahnsteige waren zum Teil bereits 2006 renoviert worden, 2022 bis 2022 wurden auch die beiden restlichen Bahnsteige saniert. Parallel zur Sanierung des Bahnhofs wurde auch der Bahnhofsvorplatz weitgehend umgestaltet und der Busbahnhof mit neuen überdachten Bahnsteigen versehen.

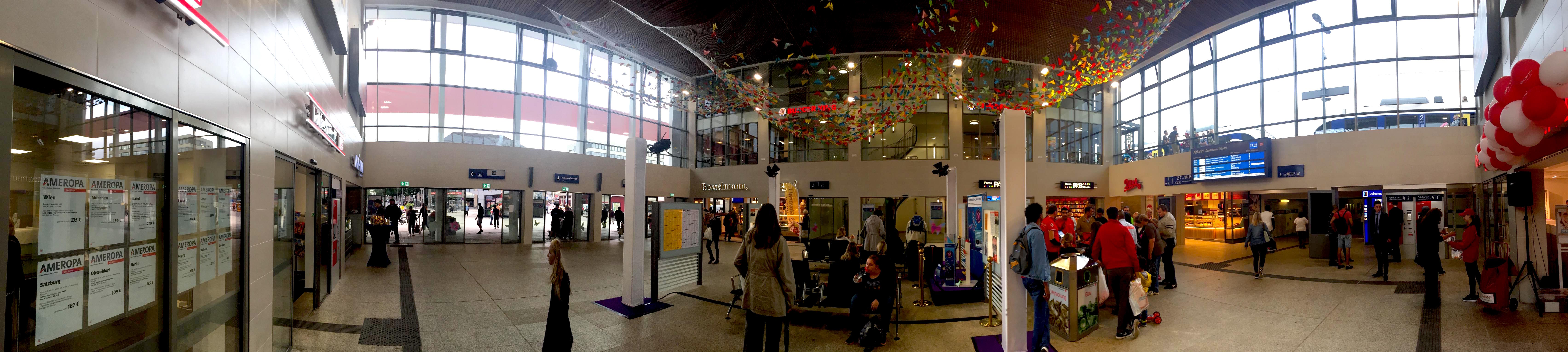
Innenansicht nach der Renovierung, 2016